# پنجره مودال

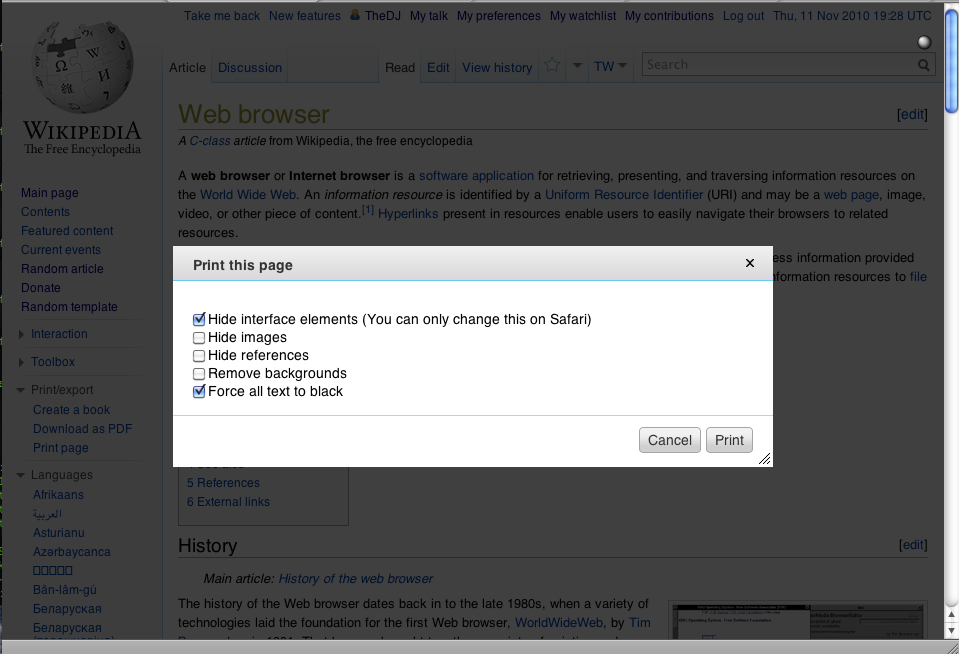
نمونه یک مودال ویندو

پنجرهٔ مودال (به انگلیسی: Modal window) در علوم رایانه به پنجره‌هایی در واسط کاربر گفته می‌شود که تا زمان بسته‌شدنشان اجازهٔ انجام هیچ کاری در پنجره‌های دیگر را نمی‌دهند. در برابر این دسته از پنجره‌ها، پنجره‌های مودلس (به انگلیسی: modeless) قرار می‌گیرند که اجازه می‌دهند کاربران در هنگام بازبودن آن پنجره، به دیگر جعبه‌های گفتگو یا پنجره‌ها دسترسی داشته باشد.